# Porta Harnham
Porta Harnham (in inglese Harnham Gate), anche nota come Porta Sud,  è una porta cittadina di Salisbury nella contea del Wiltshire, Sud Ovest dell'Inghilterra, Regno Unito. Risale al XIV secolo ed è considerato dall'English Heritage un monumento classificato di prima categoria per il suo particolare interesse storico e architettonico.

## Storia

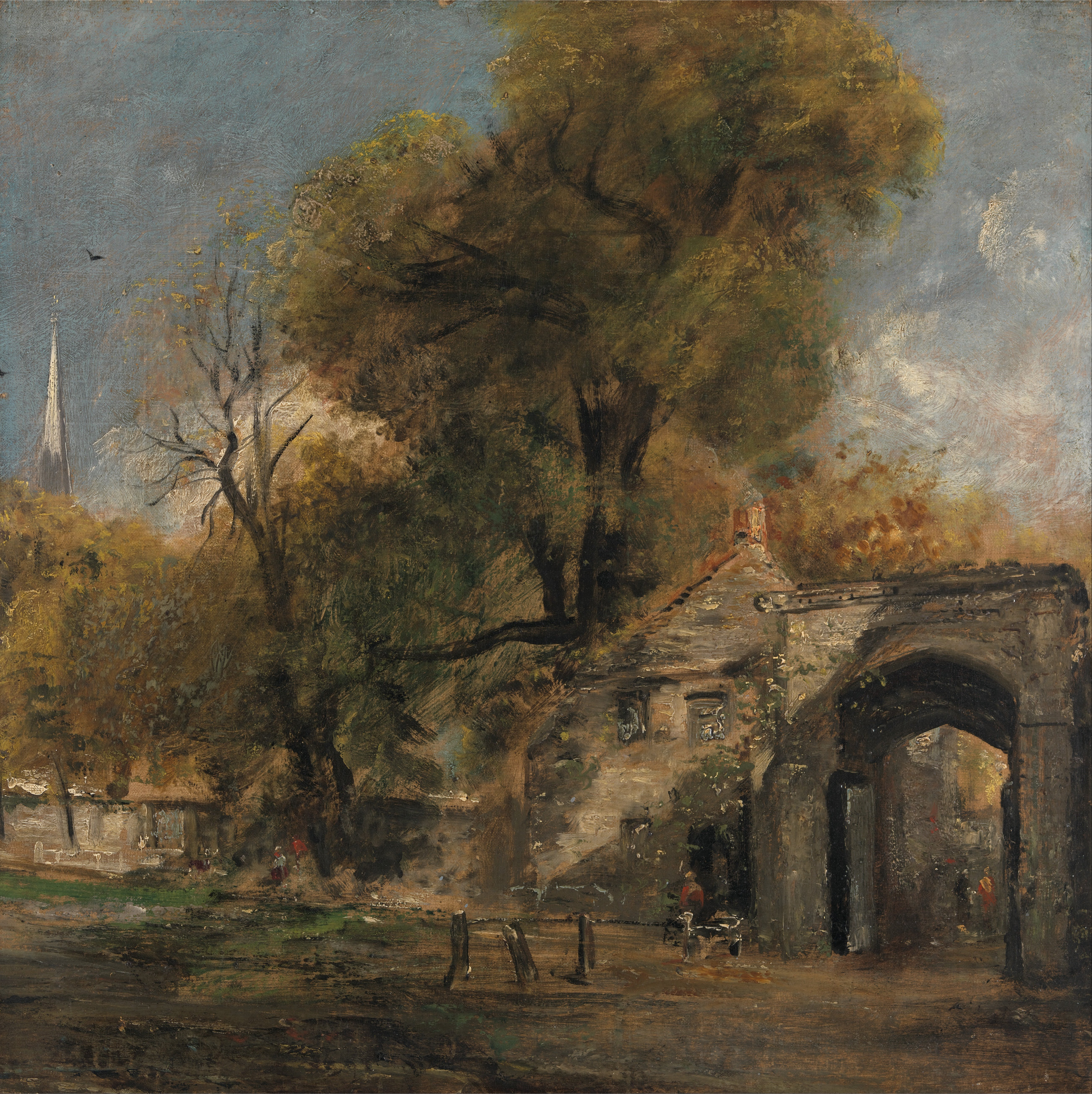
Porta Harnham a Salisbury in un dipinto del 1821 di John Constable

La porta Harnham è una porta storica della città di Salisbury che risale al XIV secolo. L'adiacente corpo di guardia fu ricostruito tra la fine del XVIII e l'inizio del XIX secolo. La sua funzione era di controllare l'accesso al sobborgo di Harnham.

## Descrizione
L'English Heritage ha inserito dal 28 febbraio 1952 porta Harnham, con la vicina casa, tra gli edifici storici come monumento classificato di prima categoria col numero 1240556. La porta si trova all'estremità meridionale del cortile della cattedrale, di Salisbury nella contea del Wiltshire, Sud Ovest dell'Inghilterra, Regno Unito. Costruita in pietra lavorata presenta un'arcata abbassata con sette mensole superiori con archi modanati ornati con rosette e doccioni angolari. Il fronte ovest interno presenta un arco ribassato profondamente scolpito. L'arco è in parte decorato nella volta superiore. I cancelli sono semplici, a mensola, con forti borchie e fasce in ferro battuto, probabilmente originali. L'adiacente corpo di guardia ha parti di murature antiche nella parte inferiore e mattoni nella parte superiore. Le murature più antiche sono in pietra e selce. Il corpo di guardia è su due piani con tetto a padiglione con tegole antiche. Vi sono due finestre a due luci. Al primo piano si conservano vetrate gotiche.

## Nella cultura di massa
Il pittore John Constable nel 1821 ha dipinto la porta in una sua nota opera.